# Pseudibis
Pseudibis är ett släkte med fåglar i familjen ibisar inom ordningen pelikanfåglar. Det omfattar tre arter med utbredning från Indien till Borneo, varav två är akut hotade:
- Brahminibis (P. papillosa)
- Vitskuldrad ibis (P. davisoni)
- Jätteibis (P. gigantea)

Vissa delar upp släktet i två, där jätteibisen bryts ut och placeras i det egna släktet Thaumatibis.